# جلال‌آباد، بیجنور
جلال‌آباد، بیجنور (به انگلیسی: Jalalabad) یک شهرک و Nagar Panchayat در هند است که در اوتار پرادش واقع شده‌است.

## خصوصیات
جلال‌آباد  ۱۶٬۱۱۳ نفر جمعیت دارد و ۱۳۳ متر بالاتر از سطح دریا واقع شده‌است.